# West Harbour (Auckland)
West Harbour est une banlieue de la cité d’Auckland, située dans l’île du Nord de la Nouvelle-Zélande.

## Situation
La banlieue est localisée à l’ouest de la cité d’Auckland.

## Toponymie
La localité de West Harboour est dénommée pour sa localisation sur le côté ouest du mouillage de Waitemata Harbour.

## Gouvernance
La banlieue de West Harbour est sous la gouvernance du  Conseil d'Auckland suite à l’amalgamation des conseils des différentes villes du secteur en 2010. 
Historiquement, elle fait partie des territoires de l’ancien district de Waitakere.
Toutefois, il a longtemps été considéré que cette banlieue ne faisait pas partie de West Auckland.

## Installations
La localité comprend de nombreuses zones de terrains publics : le plus important étant Luckens Reserve, qui en 2014 fut équipée d’un terrain de basketball, mais la localité comprend surtout une église et des terrains agricoles.
West Harbour est le siège de la Hobsonville Marina, qui est une grande marina accueillant environ 600 yachts et bateaux de location et qui fut sur la route de la famille royale durant sa visite de 2014.
La plupart des maisons de West Harbour ont une vue magnifique sur la mer et sur la cité d’Auckland. West Harbour est une des seules banlieues d’Auckland, qui soit le domicile de centaines de maisons de multimillionnaires, ce qui fait de la banlieue celle qui a le plus haut prix moyen de la cité de Waitakere.

## Éducation
Il y a deux écoles primaires locales : West Harbour School et Marina View School,
Localement se trouvent situées les écoles secondaires d’État de :
école supérieure Massey (en), 
collège Rutherford d’Auckland (en), 
école supérieure d’Henderson (en), 
collège Liston (en), 
collège de Waitakere (en) et 
collège St Dominic's de Waitakere (en).